# Svarttjärnen (Klövsjö socken, Jämtland)
Svarttjärnen är en sjö i Bergs kommun i Jämtland och ingår i Ljungans huvudavrinningsområde.